# Miyakea integrifolia
Miyakea integrifolia là một loài thực vật có hoa trong họ Mao lương. Loài này được Miyabe & Tatew. mô tả khoa học đầu tiên năm 1935. Chúng là loại đặc hữu của vùng Sakhalin và loài duy nhất trong chi đơn loài Miyakea.